# Podpulfrca
Podpulfrca este o localitate din comuna Škofja Loka, Slovenia, cu o populație de 38 de locuitori.